# Nasrulla Nasrullayev
Nasrulla Nasrullayev (en azéri: Nəsrulla Hidayət oğlu Nəsrullayev ; né le 24 octobre 1920 à Bakou et mort le 26 avril 1978 à Bakou) est une personnalité sociopolitique et scientifique azerbaïdjanaise, ministre des Communications de la RSS d'Azerbaïdjan (1969-1975) et ministre de l'Industrie légère de la RSS d'Azerbaïdjan (1975-1978).

## Éducation
Diplômé de l'école technique avec d'excellentes notes en 1937, Nasrulla Hidayet oghlu Nasrullaev est dirigé la même année par le ministère de l'Industrie locale de l'AzSSR pou poursuivre ses études à la Faculté de l'énergie à l'Institut Industriel (AZI). Il enseigne au Collège d'ingénierie pétrolière de Bakou (1940-1941).
- En 1941, il travaille comme ingénieur d'installation à la construction des usines de Narkomneft. En 1944, il est nommé ingénieur en chef pour l'énergie.
- En 1942, il termine ses études à l'Institut industriel d'Azerbaïdjan. En 1944, il adhère au PC.
- En 1963, il soutient sa thèse de doctorat sur « Les questions de spécialisation dans l'industrie électrique de l'Azerbaïdjan »[2].

## Parcour professionnel
- En 1945, N.Nasrullayev est envoyé au travail en tant qu'instructeur au département des centrales électriques.
- En 1947, il est nommé directeur de l'usine électromécanique de Bakou (plus tard l'usine de construction de machines électriques de Bakou et NPO Azelektromash), qui est encore en construction à cette époque et était subordonnée au ministère de l'Industrie électrique de l'URSS. Créée sur la base d'un des ateliers d'une ancienne usine aéronautique, l'usine devient le précurseur de toute l'industrie électrique de l'Azerbaïdjan.

Avant même l'achèvement de l'usine, Nasrullayev organise des sites de production pour la production de transformateurs à huile et de moteurs électriques asynchrones.
Nasrullah Nasrullaev lance dans l'usine la production d'appareils électroménagers (ventilateurs, appareils de chauffage, etc.). La production de l’usine BMZ est demandée dans toute Union Soviétique et à l’étranger. La production de BMZ est alors demandée non seulement dans toute l'URSS, mais également à l'étranger. Ainsi, sous la direction de Nasrullaev, au fil des années, 3 complexes de bâtiments résidentiels ont été érigés pour les ouvriers de l'usine de la rue Aga Neymatulla, un Palais de la Culture, un camp de pionniers et une crèche, ainsi qu'une clinique avec un hôpital. À BMZ même, des branches de deux universités et d'une école technique sont organisées pour améliorer le niveau professionnel des ouvriers et des ingénieurs de l'usine sans quitter la production.
- En 1960, Nasrullaev est nommé chef du Département de l'industrie électrique et de la fabrication d'instruments au Conseil de l'économie nationale de la RSS d'Azerbaïdjan[3].

## Activité socio-politique
En 1961, Nasrullayev est retourné au travail du parti, après avoir été nommé au poste de premier secrétaire du comité municipal de Bakou de l'AzKP. Au cours de ces années, le Théâtre Vert est construit à Bakou, le Boulevard maritime et des lignes de tramway sont construites vers les entreprises industrielles. Un domaine d'activité particulier est la construction du métro (commencé à fonctionner en 1967), la conception de la station du métro Ulduz initiées par Nasrullaev.
Plus tard, il devient vice-président du conseil d'administration de l'Union des sociétés d'amitié soviétiques.
En 1966, N.Nasrullayev est nommé vice-président du Comité national de planification de la RSS d'Azerbaïdjan et en 1969, ministre des Communications de la RSS d'Azerbaïdjan.
En 1975, N.Nasrullayev est nommé ministre de l'Industrie légère.

## Mémoire
- Un film documentaire Nasrulla Nasrullayev est réalisé en 1999
- Une plaque commémorative sur le bâtiment où vivait Nasrulla Nasrullayev[4]